# باول إدواردز (لاعب كرة قدم بريطاني)
باول إدواردز (بالإنجليزية: Paul Edwards)‏ (22 فبراير 1965 بليفربول في المملكة المتحدة - ) هو لاعب كرة قدم بريطاني في مركز حراسة المرمى. لعب مع شروزبري تاون ونادي كرو ألكساندرا ونادي نيوتاون وليك تاون ‏ ونادي تلفورد يونايتد.

## وصلات خارجية
- باول إدواردز (لاعب كرة قدم بريطاني) على موقع قاعدة بيانات كرة القدم.إي يو (الإنجليزية)